# The Balcony
The Balcony é um filme norte-americano de 1963, do gênero comédia satírica, dirigido por Joseph Strick e estrelado por Shelley Winters e Peter Falk.
O filme é a versão para o cinema da peça Le Balcon, escrita por Jean Genet em 1956 e encenada pela primeira vez em Londres, no ano seguinte.
Inicialmente, Genet participou da elaboração do roteiro, mas depois abandonou o projeto em favor de Ben Maddow. O diretor Joseph Strick adquiriu os direitos da obra somente após ver frustrada sua intenção de adaptar o romance "Ulisses", de James Joyce.

## Sinopse
Madame Irma administra com mão de ferro seu bordel, suas belas "empregadas" e até seus influentes frequentadores, entre eles o chefe de polícia. Enquanto as prostitutas e os clientes fantasiam-se de juízes, penitentes, bispos e generais, uma revolução estoura nas ruas. A multidão furiosa elimina a rainha e os demais donos do poder. Não demora para que Madame e sua corte sejam chamados para tomar o lugar dos antigos líderes da Sociedade, restabelecendo, assim, a lei e a ordem.

## Premiações
| Patrocinador                                  | Prêmio | Categoria                          | Situação |
| --------------------------------------------- | ------ | ---------------------------------- | -------- |
| Academia de Artes e Ciências Cinematográficas | Oscar  | Melhor Fotografia (preto e branco) | Indicado |
| Writers Guild of America                      | WGA    | Melhor Roteiro Americano - Drama   | Indicado |

## Elenco
| Ator/Atriz      | Personagem       |
| --------------- | ---------------- |
| Shelley Winters | Madame Irma      |
| Peter Falk      | Chefe de polícia |
| Lee Grant       | Carmen           |
| Peter Brocco    | Juiz             |
| Joyce Jameson   | Penitente        |
| Jeff Corey      | Bispo            |
| Arnette Jens    | Cavalo           |
| Ruby Dee        | Ladra            |
| Leonard Nimoy   | Roger            |
| Kent Smith      | General          |